# Tama (Iowa)
Pour les articles homonymes, voir Tama.
La ville américaine de Tama est située dans le comté de Tama, dans l’État de l’Iowa. Elle comptait 2 877 habitants lors du recensement de 2010. Elle a donné son nom au comté.

## Source
- (en) Cet article est partiellement ou en totalité issu de l’article de Wikipédia en anglais intitulé « Tama, Iowa » (voir la liste des auteurs).